# Чагатај
Чагатај или Чогатај  (монгол. Цагадай хан; 22. децембар 1183 — 1. јул 1242, Алмалик) је био други син Џингис-кана и Борте. Владао је областима средње Азије познатим као Чагатај канат од 1227. године до смрти. Предак је династије Могула у Индији.

## Порекло и младост
Чагатај се родио 1183. године као други син Темуџина, будућег Џингис-кана, и његове главне супруге Борте, у време кад Монголско царство још није формирано и када се његов отац спремао за своју главну борбу са, својим доскорашњим пријатељем, Јамуком. Формирањем тумена, основне монголске војне јединице, Чагатају је додељен војни одред од 8.000 људи. Џингис-кан је, том приликом, поверљиве и блиске пријатеље задужио да надгледају управу чланова најближе породице, нарочито мајке, најмлађег брата и Чагатаја. Ову потребу за надгледањем објаснио је тиме што је Чагатај тврдоглав и ситног, скормног ума. Саветнике је упозорио да буду уз њега дању и ноћу.

## Наследна криза: Сукоби са Јочијем
Џингис-кан је, по степској традицији , планирао да сваком од својих четворице синова: Јочија, Чагатаја, Огатаја и Толуја, остави по једно мање царство које би представљало, колико је то могуће, различите делове великог царства. Сваки син би био кан многих народа и стада, као и власник огромних пространстава са градовима, занатима и обрадивим површинама у насељеним деловима. Међутим, један од њих би био Велики Кан, који би изнад остале тројице вршио централну власт, представљао врховни суд и, заједно са осталом браћом био одговоран за спољне послове, нарочито за вођење рата. Цео систем зависио је од воље и способности браће да раде и сарађују под вођством Великог Кана.

### Породични курултај
Пре него што се Џингис-кан отиснуо у поход на Харезмско царство 1219. године, овај план наишао је на тешкоће; упркос табуу који је забрањивао разговоре и припрему за смрт, Велики Кан је сазвао породични курултај  управо због тог разлога. Састанак се претворио у један од кључних догађаја историје Монгола, јер су се на њему показала сва супарништва из прошлости која су предсказала будући распад царства.
Поред синова, Џингис-кан је позвао и неколицину својих најповерљивијих људи да учествују у овом разговору, пошто му је њихова помоћ била неопходна да јамчи за наслеђе, после његове смрти. Према Тајној историји Монгола, најстарији синови, Јочи и Чагатај, били су напети од почетка састанка. Џингис-кан је отворио породични курултај објашњењем потребе да се изабере наследник. Наводи се да је рекао:
...ако сва читири моја сина желе да буду Канови и владари одбијајући да служе једни другима, биће као у басни о змији са једном главом и змији са много глава.
Пошто је објаснио важност избора наследика, Велики Кан је позвао најстаријег, Јочија, да први говори о наслеђу. Одредивши поредак говорника, Кан је објавио да Јочи има има статус најстаријег сина и највероватнијег наследника. Ако и остали синови прихвате овај редослед говора, то ће бити кључно за потврду Јочијевог легитимитета и првенства.
Чагатај није хтео дозволити да овај предлог прође без оспоравања и провере. Наглас је пркосно питао оца:
Када кажеш Јочију да говори, значи ли то да њему повераваш наслеђе?
Затим је отворио питање о Јочијевом сумњивом пореклу, упркос отвореном очевом неслагању. Потом је питао оца и браћу:
Зар да дозволимо да влада ово копиле једног Меркида?
Према Тајној историји, Јочи је побеснео када је чуо да га брат назива копилетом. Урликнуо је, јурнуо кроз шатор и зграбио Чагатаја за оковратник, ухвативши се у коштац с њим. Речи бола које је вероватно изговорио сам Џингис-кан, а које је Тајна историја приписала једном од анонимних саветника, да очува достојанство Кана, подсетиле су Чагатаја колико је све било другачије у данима пре његовог рођења када су степом владали анархија и ужас. Оно што се мајци синова десило после отмице није била њена кривица. Она није одбегла од куће... Није се заљубила у другог. Украли су је људи који су дошли да убијају.
Џингис-кан је скоро понизно молио синове да се, упркос околностима њиховог рођења, сете да су потекли из једне једине вреле материце, и да ако увреде мајку која им је дала живот из свог срца, ако учине да се њена љубав према њима смрзне, чак и ако се извину касније, штета ће бити учињена. Саветник је још подсетио синове колико су им се родитељи мучили да створе нову нацију и набројао је жртве које су поднели да би својим синовима створили бољи свет.
После ове дуге потресне сцене, Џингис-кану је било јасно да синовима неће моћи наметнути решење које они не би одбацили после његове смрти. Морао је преговарати о компромису који ће сви прихватити. Повратио је свој уздрмани родитељски ауторитет, подсећајући их да је он сам прихватио Јочија као најстаријег сина и од осталих је захтевао да и они то прихвате, као готову ствар, и да његово очинство више не доводе у питање.
Чагатај се приклонио оцу, мада му је јасно ставио до знања да, и поред покоравања тој пресуди, пуке речи не могу је учинити истинитом. Наводно се искезио и рекао да дивљач убијена устима не може да се натовари на коња, а дивљач убијена речима не може да се одере. Званично сви синови су признавали Јочијево првенство све док им је отац жив; истински, неће то никада учинити. Признање првенства Јочију, као најстаријем сину, ипак није јамчило и наслеђивање титуле и власти Великог Кана. Тако важан положај зависио је од личних способности и подршке других, а не од права по рођењу.
Пошто је пробудио очев гнев, Чагатај је знао да њему самом никада неће бити дозвољено да наследи титулу Великог Кана. Свеједно није хтео дозволити ни да је Јочи добије, па је породици понудио компромис који су вероватно на лицу места смислила, или, већ готов, прихватила и остала браћа. Место наследника понуђено је трећем брату - стрпљивом, добронамерном пијаници Огатају.
Пошто му је, осим ове могућности, преостао само отворени рат, Јочи се сагласио и подржао Огатаја као наследника. Џингис-кан је, затим, синовима разделио земљу и стоку, раздвојивши Јочија и Чагатаја, да би спречио будуће сукобе. Наводно им је рекао:
Мајка Земља је пространа а њене реке и воде су бројне. Оснујте логоре далеко један од другога и владајте својим земљама, побринућу се да останете раздвојени.

### Поход на централну Азију
Џингис-кан је у рат који је уследио повео све своје синове, јер се надао да ће их научити како да буду што бољи ратници али и како да раде и живе сложно. Међутим, њихов сукоб бацио је тамну сенку на овај поход и болно му отворио очи: схватио је колико ће мучног рада бити потребно да се царство очува после његове смрти. Синови нису били дорасли потребама царства. Док је испуњавао свој узвишени циљ уједињења степских племена, Џингис-кан није синовима посветио дужну пажњу. Сада су постали средовечни људи а још се нису доказали. У свом неповерењу према рођацима и животном ослањању само на блиске пријатеље и другове из младости, он није изградио никакав однос са својим синовима нити их је припремио да га замене.
Током последњих година живота, Џингис-кан је безуспешно тражио начин да поправи односе између Чагатаја и Јочија. Послао их је у заједнички поход на град Ургенч, бивши престоницу султана Харезма. Танзија која је расла између два брата скоро је планула у отворену борбу, за време опсаде. Обојицу су знала да град припада Јочију, као де наследства, па зато нису могли да се сложе око начина његовог освајања. Јочи је сумњао да, пошто зна да град припада њему, Чагатај покушава намерно да га уништи у потпуности. Чагатај је, са друге стране, сумњао да Јочи из похлепе жели да заштити град, чак и по цену што већих страдања монголских војника.
Мада су скоро сви градови, које су Монголи освајали, пали за неколико дала или недеља, опсада Ургенча се отегла на нечувених шест месеци. Браниоци су се жестоко борили. Чак и када су Монголи пробили градске зидине, браниоци су наставили да се боре за сваку кућу. Ненавикнути на битку на у клаустрофобичном окружењу скоро уништеног града, Монголи су подметнули пожар да спале град. Браниоци су наставили да се боре у у спаљеним рушевинама.  Коначно су монголи изградили брану, скренули реку и потопили град. Тако су побили и последње браниоце и град уништили до темеља. Ургенч се никада није опоравио, па иако је припао Јочију, ни он ни његови наследници нису имали чиме да владају.
Љут због свађе између синова, Џингис-кан их је позвао себи и на лицу места их је понизио тиме што им је ускратио приступ на двор, а затим, када их је коначно примио, наизменично их је преклињао грдио и молио. Највише живих речи и цитата остало је сачувано управо из тог доба његовог живота. Сви они показују све већу бригу, али и све мању моћ Џингис-кана да управља сопственом породицом. Чагатају је вероватно ту стигла вест о погибији свог првенца Мутугена у долини Бамијан, у Авганистану, пролећа 1221. године. Наиме, овај младић, иначе најдражи Џингис-канов унук, усмрћен је стрелом у крвавој бици. Џингис-кан је, наводно, рекао Чагатају да не плаче и да не јадикује, пре него што му је ово пренео.

### Џингис-канове поуке синовима
Пошто је сувише дуго запостављао своје синове покушао је да их научи свему одједном, па се мучио, али није успео да своје мисли и животне поуке срочи довољно јасно. Био је навикнут да наређује, не да објашњава. Покушао их је научити да је за владање кључна самоконтрола, нарочито у поносу, који је и најтеже савладати. Објашњавао је да је теже савладати понос него најбољег рвача. Упозорио их је да ако не могу да прогутају понос, не могу ни да воде друге. Да никада не смеју умислити да су најјачи или најпаметнији. Чак и по највишој планини газе животиње, рекао је. Када се животиња попне на врх, виша је од планине. У складу са монголском традицијом од мало речи, упозорио је синове да не говоре много. Реците само оно што мора да се каже. Вођа се не исказује речима него делима:
Он може да буде срећан ако је његов народ срећан.
Нагласио је важност визије, циља и плана, рекавши:
Без визије, без циља, човек не може да управља ни сопственим животом, камоли животима других.
Неке мисли су међусобно супростстављене. Ма колико да је наглашавао да је важно зграбити плашт вођства, Џингис-кан је изгледа хтео да их научи и опрезном конзервитивизму, јер визија не сме никада да застрани далеко од учења старијих. Како им је објаснио:
... стари деел  боље пристаје и удобнији је; он трпи животне недаће и истрајава у грмљу, док се нов неиспробани деел брзо поцепа.
У складу са сопственим трезним понашањем и једноставним животом, Џингис-кан их је одвраћао од сликовитог живота материјалне удобности и фривнолних задовољстава. Објашњавао је:
Лако је заборавити на визију и циљ када се стекну раскошна одела, брзи коњи и лепе жене. Тада нећете бити ништа бољи од робова и изгубићете све.
У једној од најважнијих лекција, рекао је синовима да покоравање војске није исто што и покоравање нације:
Војску можете победити надмоћнијом тактиком и бољим људима, али нацију можете покорити једино ако освојите срца људи.
Ово можда звучи идеалистички, али је праћено веома прагматичним саветом да, иако је Монголско царство једно, покореним народима не треба никако дозволити да се уједине:
Народима, покореним на супротним странама језера треба и владати на супротним странама језера.
Ово учење, као и многа друга, Чагатај и сви остали Џингис-канови наследници потпуно ће занемарити. Први је то урадио Јочи, који је 1223. године одбио да дође на велики лов који је приредио Џингис-кан, на коме су између осталих присуствовала сва браћа.

## Чагатајски кан
Године 1227. Џингис-кан је умро и уследила је подела Монголског царства. Чагатај је, том приликом, добио на управу Трансоксијану, укључујући и Бухарију, Туркестан и део централне Азије, данас настањен узбечким Татарима. Ова област ће касније постати позната као Чагатајски канат.
Чагатајева владавина је била релативно мирна, без већих сукоба. Управљао је уз помоћ свог првог министра Карачара Невијана, искусног државника који је раније служио Џингис-кану. 1230-их година избио је велики устанак у Бухари, који је кановом способношћу и одважношћу био брзо угушен. Чагатај касније долази у сукоб са Огатајем, али је већа борба спречена његовим покоравањем вољи Великог Кана. Током свог живота Чагатај је делио поједине области свог каната поузданим људима, који су на добијеној земљи постајали поглавари, амири. Оваква пракса утицаће на слабљење Чагатајског каната у наредном периоду.

### Хришћанин?
Марко Поло говори да је Чагатај  током Огатајеве владавине прешао у хришћанство. Говори да је то силно обрадовало хришћанско становништво Самарканда, које је милошћу и под заштитом кана прионуло да сагради цркву посвећену Светом Јовану Крститељу. Владари из династије Џингис-кана, у питањима вере, били су познати као слободоумни или можда незаинтересовани. Стога је разумљиво да су бројни канови који нису прихватили ислам постали предмет најневероватнијих прича о преобраћењу у хрићанство. Таква легенда настала је и Чагатају.
Мада постоје индиције да се то и десило, нема никакве потврде да је заиста прихватио хришћанство, иако је чињеница да су под његовом влашћу хришћани уживали знатне повластице.

## Последње године и смрт
Године 1240. Чагатајева војска је упала у територије под влашћу султана Делхија, успут пљачкајући околне градове. То је био последњи канов поход. Умро је 1. јула 1242. године у својој престоници Алмалику. На месту кана наследио га је унук Кара-Хулагу, под регентством његове удовице Ебускун.

## Породично стабло
|  |                                  |  |  |  |  |  |  |  |  |  |  |  |  |  |  |  |
|  | 16. Хабул-кан, кан Хамаг-Монгола |  |  |  |  |  |  |  |  |  |  |  |  |  |  |  |
|  |                                  |  |  |  |  |  |  |  |  |  |  |  |  |  |  |  |
|  |                                  |  |  |  |  |  |  |  |  |  |  |  |  |  |  |  |
|  | 8. Бартан-баатур                 |  |  |  |  |  |  |  |  |  |  |  |  |  |  |  |
|  |                                  |  |  |  |  |  |  |  |  |  |  |  |  |  |  |  |
|  |                                  |  |  |  |  |  |  |  |  |  |  |  |  |  |  |  |
|  | 4. Јесугеј                       |  |  |  |  |  |  |  |  |  |  |  |  |  |  |  |
|  |                                  |  |  |  |  |  |  |  |  |  |  |  |  |  |  |  |
|  |                                  |  |  |  |  |  |  |  |  |  |  |  |  |  |  |  |
|  | 2. Џингис-кан, Велики Кан        |  |  |  |  |  |  |  |  |  |  |  |  |  |  |  |
|  |                                  |  |  |  |  |  |  |  |  |  |  |  |  |  |  |  |
|  |                                  |  |  |  |  |  |  |  |  |  |  |  |  |  |  |  |
|  | 5. Хоелун                        |  |  |  |  |  |  |  |  |  |  |  |  |  |  |  |
|  |                                  |  |  |  |  |  |  |  |  |  |  |  |  |  |  |  |
|  |                                  |  |  |  |  |  |  |  |  |  |  |  |  |  |  |  |
|  | 1. Чагатај                       |  |  |  |  |  |  |  |  |  |  |  |  |  |  |  |
|  |                                  |  |  |  |  |  |  |  |  |  |  |  |  |  |  |  |
|  |                                  |  |  |  |  |  |  |  |  |  |  |  |  |  |  |  |
|  | 3. Борте                         |  |  |  |  |  |  |  |  |  |  |  |  |  |  |  |
|  |                                  |  |  |  |  |  |  |  |  |  |  |  |  |  |  |  |
|  |                                  |  |  |  |  |  |  |  |  |  |  |  |  |  |  |  |